# Liste des rues de Koekelberg
Ci-dessous, la liste des rues de Koekelberg, commune belge située en région bruxelloise.

## A
- rue des Archers
- rue de l'Armistice
- rue Léon Autrique

## B
- avenue de la Basilique (aussi Berchem-Sainte-Agathe)
- place de Bastogne
- avenue de Berchem-Sainte-Agathe
- rue Jules Besme
- avenue Émile Bossaert
- rue des Braves

## C
- rue de la Carrière
- avenue du Château
- impasse des Combattants
- rue du Comptoir
- rue Antoine Court
- rue du Cubisme

## D
- rue Jules Debecker
- rue François Delcoigne
- rue De Neck
- rue Émile Deroover
- rue Deschampheleer
- rue Albert Dillie

## E
- rue de l'Église Sainte-Anne

## F
- rue Léon Fourez

## G
- chaussée de Gand
- rue de Ganshoren
- rue George-dit-Marchal
- avenue des Gloires Nationales

## H
- rue François Hellinckx
- rue Herkoliers
- avenue de l'Hôpital Français
- rue Houzeau de Lehaie

## I
- avenue de l'Indépendance Belge

## J
- rue Jean Jacquet
- rue du Jardinier
- avenue de Jette
- chaussée de Jette

## K
- avenue du Karreveld

## L
- boulevard Léopold II
- rue Omer Lepreux
- avenue de la Liberté

## M
- boulevard Louis Mettewie
- rue Montagne aux Anges

## N
- rue du Neep
- rue de Normandie
- square de Noville

## P
- avenue de la Paix
- avenue du Panthéon
- rue du Parc Élisabeth
- rue du Petit-Berchem
- rue Philippe Piermez

## R
- rue du Relais Sacré

## S
- rue Saint-Julien
- rue Schmitz
- avenue François Sebrechts
- rue de la Sécurité
- avenue Seghers
- rue Émile Sergijsels
- place Eugène Simonis
- rue Stepman

## T
- rue de la Tannerie
- rue des Tisserands

## U
- rue Melchior-Louis Uytroever

## V
- rue Van Bergen
- rue Vanderborght
- rue Félix Vande Sande
- square Félix Vande Sande
- place Van Hoegaerde
- rue Van Hoegaerde
- place Henri Vanhuffel

## Z
- Haut – A
- B
- C
- D
- E
- F
- G
- H
- I
- J
- K
- L
- M
- N
- O
- P
- Q
- R
- S
- T
- U
- V
- W
- X
- Y
- Z